# Cirsodes buddloraria
Cirsodes buddloraria är en fjärilsart som beskrevs av Walker 1860. Cirsodes buddloraria ingår i släktet Cirsodes och familjen mätare. Inga underarter finns listade i Catalogue of Life.